# Jour de l'Indépendance (Inde)
Pour les articles homonymes, voir Jour de l'indépendance.
Le Jour de l’Indépendance (en anglais : Independence Day ou Fifteenth of August) est la fête nationale de l'Inde commémorant l'indépendance du pays vis-à-vis du Royaume-Uni. Elle est entrée en vigueur le 15 août 1947 avec l’Indian Independence Act de 1947.